# Mohamed Bangoura
Mohamed Bangoura (ur. 14 marca 1996 w Konakry) – gwinejski piłkarz grający na pozycji lewego obrońcy. Od 2024 jest piłkarzem klubu Milo FC.

## Kariera piłkarska
Swoją piłkarską karierę Bangoura rozpoczął w klubie Satellite FC. W sezonie 2013/2014 zadebiutował w nim w pierwszej lidze gwinejskiej. W latach 2014-2016 grał w Horoya AC, z którym dwukrotnie został mistrzem Gwinei w sezonach 2014/2015 i 2015/2016 oraz zdobył Puchar Gwinei w 2016 roku. W sezonie 2016/2017 grał w AS Kaloum Star, w sezonie 2017/2018 - ponownie Satellite FC, a w sezonie 2018/2019 - w Santoba FC. W latach 2020-2021 był graczem CI Kamsar, z którym w sezonie 2020/2021 wywalczył wicemistrzostwo Gwinei. W sezonie 2021/2022 grał w senegalskim Teungueth FC. W latach 2022-2024 był zawodnikiem AS Mineurs, z którym w 2023 zdobył Puchar Gwinei. Latem 2024 przeszedł do Milo FC.

## Kariera reprezentacyjna
W reprezentacji Gwinei Bangoura zadebiutował 14 stycznia 2018 w przegranym 1:2 meczu Mistrzostw Narodów Afryki 2022 z Sudanem, rozegranym w Casablance.